# Monticello (Alta Córcega)
Monticello es una comuna y población de Francia, en la región de Córcega, departamento de Alta Córcega, en el distrito de Calvi y cantón de L'Île-Rousse.
Se ubica en la isla de Córcega que pertenece a Francia. Se ubica en el  noroeste de la isla.
Su población en el censo de 1999 era de 1253 habitantes. Forma parte de la aglomeraciónurbana de L'Île-Rousse.
Está integrada en la Communauté de communes du Bassin de vie de l'Île-Rousse.

## Demografía
| 237                        | 237 | 251 | 500 | 944 | 1253 |
| (Fuente: [cita requerida]) |     |     |     |     |      |

(Población sans doubles comptes según la metodología del INSEE).